# Eugenia elongata
Eugenia elongata är en myrtenväxtart som beskrevs av Franz Josef Niedenzu. Eugenia elongata ingår i släktet Eugenia och familjen myrtenväxter. Inga underarter finns listade i Catalogue of Life.